# Марина (остров)
Остров Марина (исп. Isla Marina) — это остров в Карибском море, который принадлежит южноамериканской стране Колумбии. Административно зависит от департамента Боливар и географически является частью архипелага Коралес-дель-Росарио. Находится на западе от Большого острова и к юго-востоку от острова Роберто. Координаты: 10°10′48″N 75°45′06″W
.